# H. B. Warner
Henry Byron Warner (născut Henry Byron Lickfold,  n. 26 octombrie 1875, Londra, Regatul Unit al Marii Britanii și Irlandei – d. 21 decembrie 1958, Woodland Hills⁠(d), California, SUA) a fost un actor de film și de teatru englez. El a fost popular în timpul epocii filmului mut și l-a jucat pe Isus Hristos în The King of Kings (Împăratul împăraților, 1927). În ultimii săi anii, a trecut cu succes la roluri secundare și a apărut în numeroase filme regizate de Frank Capra. Cel mai important rol al lui Warner pentru publicul modern este "domnul Gower" din filmul prezentat în permanență, O viață minunată, regizat de Capra. A avut de asemenea un rol cameo pe Bulevardul amurgului, care a fost regizat de Billy Wilder.

## Primii ani
Născut în St John's Wood, Londra, Anglia în 1876, H.B. Warner a fost educat la Școala Bedford. Tatăl său, Charles Warner, a fost actor și, deși tânărul Henry s-a gândit inițial la studiul medicinei, a urmat în cele din urmă pașii tatălui său și a interpretat pe scenă. A avut o soră mai mare, Grace Warner (1873-1925), actriță și manager de teatru.

## Teatru
Warner a debutat pe scenă în It's Never Too Late to Mend la 21 de ani. A jucat în mai multe piese de teatru înainte de a veni în Statele Unite pentru sezonul 1905-1906. Printre spectacolele  sale de pe Broadway se numără Silence (1924), You and I (1922), Danger (1921), Sleeping Partners (1918), Out There (1917) și Blackbirds (1912).

## Film
H.B. Warner și-a început cariera în filme mute în 1914, când a debutat în The Lost Paradise. A jucat roluri principale în epoca mută și a apărut și în numeroase piese de pe Broadway. Cel mai de succes rol al său a fost cel al lui Isus Hristos în filmul epic mut al lui Cecil B. DeMille, The King of Kings în 1927. A primit recenzii bune pentru acest rol, dar odată cu apariția erei sonore, el s-a îndreptat către roluri secundare, mai ales datorită vârstei sale. De obicei, a fost distribuit în roluri demne în numeroase filme din anii 1930 și 1940. A jucat în versiunea din 1930 a lui Liliom (în calitate de magistrat ceresc), în Five Star Final (1931, Michael Townsend), în Grand Canary (1934, ca Dr. Ismay) și în versiunea 1935 a A Tale of Two Cities  ca Gabelle. El a portretizat, de asemenea, pe judecătorul strict în Mr. Deeds Goes to Town (1936) cu Gary Cooper și Jean Arthur. A apărut în versiunea inițială din 1937 a filmului Lost Horizon ca Chang, pentru care a fost nominalizat la Premiul Oscar pentru cel mai bun actor în rol secundar. 
Printre filmele sale ulterioare se numără  Nu o poți lua cu tine după moarte (1938), Domnul Smith merge la Washington (1939), The Rains Came (1939) și The Corsican Brothers . În  O viața minunată (1946), el a jucat ceea ce pentru el era un rol atipic, cel al unui drogat bețiv. Ocazional, Warner a fost văzut în roluri sinistre, ca în versiunea din 1941 a filmului The Devil and Daniel Webster, în care a jucat fantoma lui John Hathorne. De asemenea, în acel an a jucat rolul răufăcătorului d-l Carrington în Topper Returns. A apărut, de asemenea, în Bulevardul amurgului (1950), în care și-a jucat propriul rol, jucând cărți cu alte foste vedete de filme mute, inclusiv Buster Keaton și Anna Q Nilsson. Ultimul său rol a fost un cameo nemenționat în Darby's Rangers (1958). 

## Viață personală
Warner s-a căsătorit de două ori, mai întâi cu fosta doamnă F.R. Hamlin care a murit în 1914 și din 1915 până în 1933 a fost căsătorit cu Marguerite L. "Rita" Stanwood. La 21 decembrie 1958, Warner a murit în Los Angeles, California, în urma unui atac de cord, și a fost îngropat într-o boltă privată din Chapel of the Pines Crematory din Los Angeles, California. 
Pentru contribuțiile sale la industria cinematografică, Warner are o stea pe Hollywood Walk of Fame, pe 6600 Hollywood Boulevard.

## Filmografie (selecție)

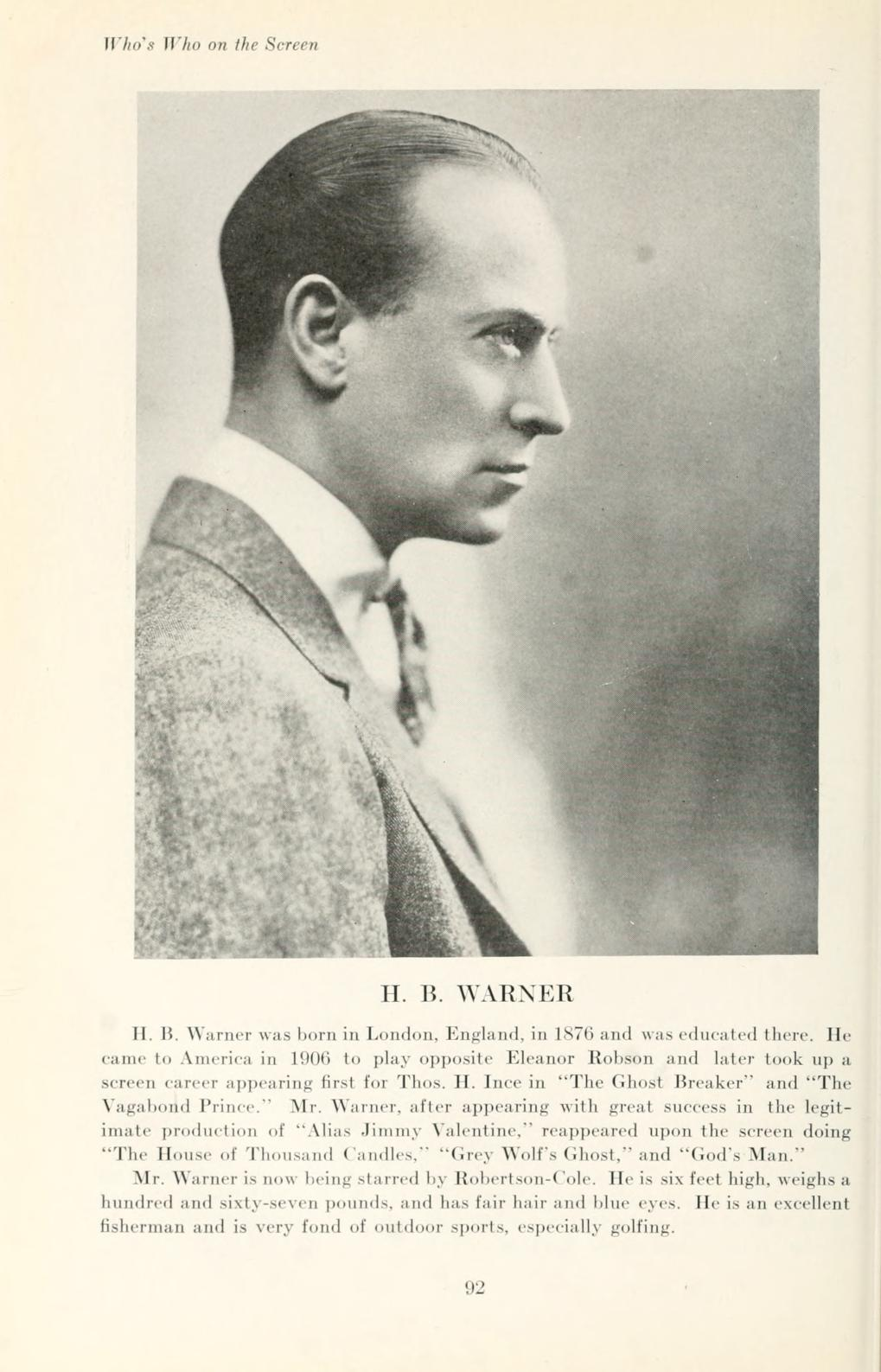
HB Warner (1920)

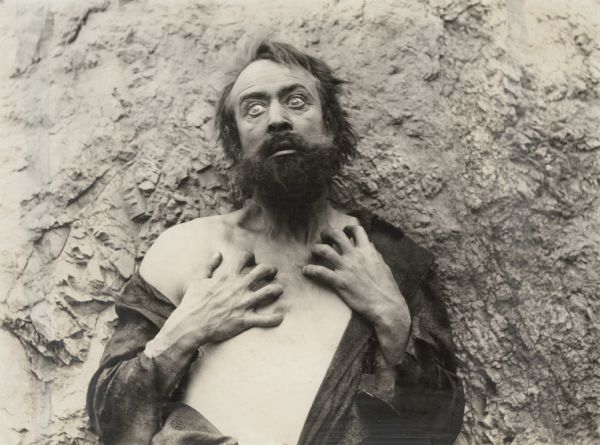
În drama mută din 1916, "The Beggar of Cawnpore", H. B. Warner este Dr. Robert Lowndes, un medic de armată britanic în India, care a ajuns să cerșească cu ochii sălbatici de la dependența de morfină.

- The Lost Paradise (1914) ca Reuben Warren (film debut)
- The Ghost Breaker (1914) ca Warren Jarvis
- The Market of Vain Desire (1916) ca John Armstrong
- Shell 43 (1916) ca William Berner
- The Beggar of Cawnpore (1916) ca Dr. Robert Lowndes
- A Fugitive from Matrimony (1919)
- Haunting Shadows (1919)
- The White Dove (1920) ca Sylvester Lanyon
- One Hour Before Dawn (1920) ca George Clayton
- Felix O'Day (1920)
- Uncharted Channels (1920)
- Dice of Destiny (1920)
- When We Were 21 (1921)
- Zaza (1923) ca Bernard Dufresne
- Is Love Everything? (1924) ca Jordan Southwick
- Whispering Smith (1926) ca 'Whispering Smith'
- Silence (1926) ca Jim Warren
- The King of Kings (1927) ca Jesus
- Sorrell and Son (1927) ca Stephen Sorrell
- French Dressing (1927) ca Phillip Grey
- Man-Made Women (1928) ca Jules Moret
- Romance of a Rogue (1928)
- The Naughty Duchess (1928) ca Duke de St. Maclou
- Conquest (1928) ca James Farnham
- The Doctor's Secret (1929) ca Richard Garson
- Stark Mad (1929) ca Prof. Dangerfield
- The Divine Lady (1929) ca Sir William Hamilton
- The Trial of Mary Dugan (1929) ca District Attorney Galway
- The Gamblers (1929) ca James Darwin
- The Argyle Case (1929) ca Hurley
- The Show of Shows (1929) ca The Victim - Guillotine Sequence
- Tiger Rose (1929) ca Dr. Cusick
- Wedding Rings (1929) ca Lewis Dike
- The Green Goddess (1930) ca Major Crespin
- The Furies (1930) ca Oliver Bedlow
- The Second Floor Mystery (1930) ca Inspector Bray
- Wild Company (1930) ca Henry Grayson
- On Your Back (1930) ca Raymond Pryor
- Liliom (1930) ca Chief Magistrate
- The Princess and the Plumber (1930) ca Prince Conrad of Daritzia
- A Woman of Experience (1931) ca Major Hugh Schmidt
- The Reckless Hour (1931) ca Walter Nichols
- Five Star Final (1931) ca Michael Townsend
- Expensive Women (1931) ca Melville Raymond
- Charlie Chan's Chance (1932) ca Inspector Fife
- The Menace (1932) ca Inspector Tracy
- A Woman Commands (1932) ca Col. Stradimirovitsch
- Unholy Love (1932) ca Dr. Daniel Gregory
- Tom Brown of Culver (1932) ca Dr. Brown
- The Crusader (1932) ca Phillip Brandon
- The Phantom of Crestwood (1932) ca Priam Andes
- The Son-Daughter (1932) ca Sin Kai
- Supernatural (1933) ca Dr. Carl Houston
- Jennie Gerhardt (1933) ca William Gerhardt
- Christopher Bean (1933) ca Maxwell Davenport
- Sorrell and Son (1933) ca Captain Stephen Sorrell
- Grand Canary (1934) ca Dr. Ismay
- In Old Santa Fe (1934) ca Charlie Miller
- Behold My Wife (1934) ca Hubert Carter
- Night Alarm (1934) ca Henry B. Smith
- Born to Gamble (1935) ca Carter Mathews
- A Tale of Two Cities (1935) ca Gabelle
- The Garden Murder Case (1936) ca Major Fenwicke-Ralston
- Rose of the Rancho (1936) ca Don Pasqual Castro
- Moonlight Murder (1936) ca Godfrey Chiltern
- 1936 Extravagantul domn Deeds	(Mr. Deeds Goes to Town), regia Frank Capra
- Blackmailer (1936) ca Michael Rankin
- Along Came Love (1936) ca Dr. Martin
- Lost Horizon (1937) ca Chang
- Our Fighting Navy (1937) ca British Consul Brent
- Victoria the Great (1937) ca Lord Melbourne
- Girl of the Golden West (1938) ca Father Sienna
- The Adventures of Marco Polo (1938) ca Chen Tsu
- Kidnapped (1938) ca Angus Rankeillor
- The Toy Wife (1938) ca Victor Brigard
- Bulldog Drummond in Africa (1938) ca Col. J.A. Nielsen
- Army Girl (1938) ca Col. Armstrong
- You Can't Take It With You (1938) ca Ramsay
- Arrest Bulldog Drummond (1938) ca Colonel Nielsen
- Let Freedom Ring (1939) ca Rutledge
- Bulldog Drummond's Secret Police (1939) ca Colonel Nielson
- The Gracie Allen Murder Case (1939) ca Richard Lawrence
- Bulldog Drummond's Bride (1939) ca Colonel Nielson
- Nurse Edith Cavell (1939) ca Hugh Gibson
- The Rains Came (1939) ca Maharajah
- Mr. Smith Goes to Washington (1939) ca Senator Agnew - Senate Majority Leader
- New Moon (1940) ca Father Michel
- The Man from Dakota (1940)
- Topper Returns (1941) ca Mr. Carrington
- The Devil and Daniel Webster (1941) ca Justice John Hathorne
- City of Missing Girls (1941) ca Captain McVeigh
- South of Tahiti (1941) ca High Chief Kawalima
- The Corsican Brothers (1941) ca Dr. Enrico Paoli
- Crossroads (1942) ca Prosecuting Attorney
- A Yank in Libya (1942) ca Herbert Forbes
- The Boss of Big Town (1942) ca Jeffrey Moore
- Hitler's Children (1943) ca The Bishop
- Women in Bondage (1943) ca Pastor Renz
- Action in Arabia (1944) ca Abdul El Rashid
- Enemy of Women (1944) ca Col. Eberhart Brandt
- Faces in the Fog (1944) ca Defense Attorney Rankins
- Rogues' Gallery (1944) ca Prof. Reynolds
- Captain Tugboat Annie (1945) ca Judge Abbott
- Strange Impersonation (1946) ca Dr. Mansfield
- Gentleman Joe Palooka (1946) ca Sen. McCarden
- It's a Wonderful Life (1946) ca Mr. Gower
- Driftwood (1947) ca Rev. J. Hollingsworth
- High Wall (1947) ca Mr. Slocum
- The Prince of Thieves (1948) ca Gilbert Head
- The Judge Steps Out (1949) ca Chief Justice Hayes
- El Paso (1949) ca Judge Fletcher
- Hellfire (1949) ca Brother Joseph
- Sunset Boulevard (1950) în rolul său
- The First Legion (1951) ca Fr. Jose Sierra
- Here Comes the Groom (1951) ca Uncle Elihu
- Journey Into Light (1951) ca Wiz - the Wino
- The Ten Commandments (1956) ca Amminadab
- Darby's Rangers (1958) în rolul său (nemenționat) (ultimul rol de film)